# Radovan Ćurčić
Radovan Ćurčić (serbisch-kyrillisch Радован Ћурчић, * 10. Januar 1972 in Belgrad, Jugoslawien) ist ein ehemaliger jugoslawischer Fußballspieler und Fußballtrainer.
Nach der Entlassung Vladimir Petrovićs war er von 2011 bis 2012 für fünf Spiele Interimstrainer der serbischen Fußballnationalmannschaft war. Im Jahr 2013 übernahm er die U21-Auswahl Serbiens und qualifizierte sich mit dieser für die Europameisterschaft 2015 in Tschechien. Die Endrundenteilnahme blieb ihm verwehrt, denn im November 2014 warteten wieder höhere Aufgaben auf ihn. Nach dem Rücktritt von Dick Advocaat als Trainer der A-Nationalmannschaft Serbiens sprang er am 18. November 2014 beim Freundschaftsspiel gegen Griechenland als Interimstrainer ein, um wenige Tage später einen bis 2018 datierten Vertrag als hauptamtlicher Nationaltrainer zu unterschreiben.